# Велики ћук
Велики ћук (лат. Otus gurneyi) или буљина минданао, врста је сове из породице правих сова. Ендемична је врста за Филипине. Према величини се налази негде између родова Otus и Bubo. Природно станиште су јој суптропске или тропске влажне низијске шуме.

## Таксономија
Велики ћук је првобитно описан под именом Pseudoptynx gurneyi, затим је био преименован у Mimizuku gurneyi, то јест пребачен у род Mimizuku, да би на крају био стављен у род Otus.

## Опис
Ово је птица средње величине која може да нарасте у висину до око 30 центиметара. Фацијални диск јој је црвенкасто-браон боје са танким црним ободом, белим пругама изнад очију и истакнутим ушним перјем. Задњи део главе и горњи део тела су јој црвенкасто-браон боје са црним пругама и белим мрљама на раменима. Доњи део тела је беличасте боје са црвенкастим, браон и црним шарама. Оглашавање буљине минданао јесте серија од пет до десет тонова који звуче “вуаа, вуаа...”, а серија се понавља на сваких десет до двадесет секунди.

## Распрострањеност и станиште
Присуство буљине минданао познато је само на острвима Динагат, Сиаргао и Минданао на Филипинима. Њено станише су примарне и секундарне шуме, углавном на надморској висини испод 670 метара, иако се може видети и на висинама до 1300 метара.

## Статус и заштита
Велики ћук се налази на IUCN листи на списку угрожених врста. То је због тога што опада популација ове птице због уништавања њеног станишта сечом шума. Ова врста никада није била честа, а према процени из 1999. године, постоји између 3.500 и 15.000 јединки великог ћука. Једно од три острва на којима живи, Диганат, потпуно је огољено, док су остала два дата компанијама у закуп за сечу шума или за рударска испитивања. Интернационална организација за угрожене врсте се бори за ову, али и друге угрожене врсте сова у заштићеном подручју око планине Матутум тако што подучава локално становништво и посетиоце на Филипинима о важности очувања станишта.